# Kościół św. Wawrzyńca „in Piscibus”
Kościół św. Wawrzyńca in Piscibus (wł. Chiesa di San Lorenzo in Piscibus) – rzymskokatolicki kościół tytularny w Rzymie. 
Świątynia ta jest kościołem rektoralnym parafii Santa Maria in Traspontina oraz kościołem tytularnym.
Określenie in Piscibus (dosłownie pol. w rybach) w odniesieniu do kościoła pojawiło się w 1205 roku i prawdopodobnie ma związek z pobliskim targiem rybnym, chociaż nie ma na to niezależnych dowodów.

## Lokalizacja
Kościół znajduje się w XIV Rione Rzymu – Borgo przy Via Padre Pancrazio Pfeiffer 24.

## Patron
Patronem świątyni jest św. Wawrzyniec – diakon, który poniósł śmierć męczeńską za wiarę chrześcijańską w 258 roku.

## Historia
Według legendy kościół założyć miała w VI wieku św. Galla, ale nie jest to udokumentowane. Kościół został po raz pierwszy odnotowany w 1143 roku w Ordine di Benedetto Canonico. Na początku XVI wieku w tej okolicy powstał klasztor klarysek, którym przydzielono kościół. Nie mieszkały one jednak tu długo i już w 1513 roku papież Leon X nadał kościół bractwu związanemu z pobliskim kościołem Santo Spirito in Sassia, jednak bractwo również krótko korzystało z kościoła.

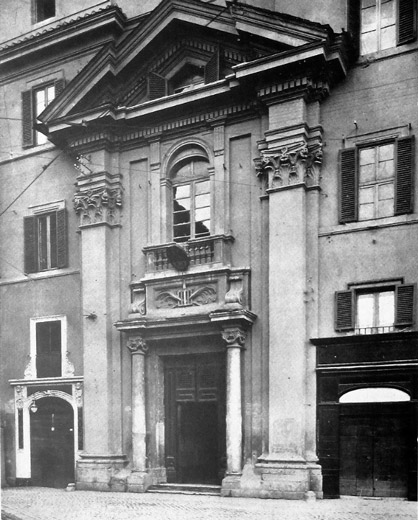
Dawna fasada, zniszczona w 1940

W 1659 roku kościół został przebudowany w stylu barokowym przez rodzinę Cesi. W tym samym roku administracja kościoła została powierzona braciom szkolnym, którzy nadzorowali kolejny remont w latach 30. XVIII wieku.
W latach 30. XX wieku kościół miano rozebrać. Wprawdzie świątynia ostatecznie ocalała, ale zniszczono portal wejściowy. Został przeprowadzony kolejny remont, a ponieważ barokowe dekoracje były w złym stanie, zostały usunięte. W 1950 roku kościół uznano za zbędny i został on dekonsekrowany. Początkowo był wykorzystywany jako magazyn, następnie jako sala wykładowa Scuola Pontificia Pio IX, a w latach 70. stał się studiem rzeźbiarza Pericle Fazzini.
W 1983 roku papież św. Jan Paweł II ponownie konsekrował kościół, aby mogła korzystać z niego Wspólnota Emmanuel.

## Architektura i sztuka
Kościół został zbudowany z czerwonej cegły. Ma on trzy nawy i półkolistą apsydę bez okna, zwróconą w stronę ulicy. Powyżej apsydy znajduje się pusty fronton.

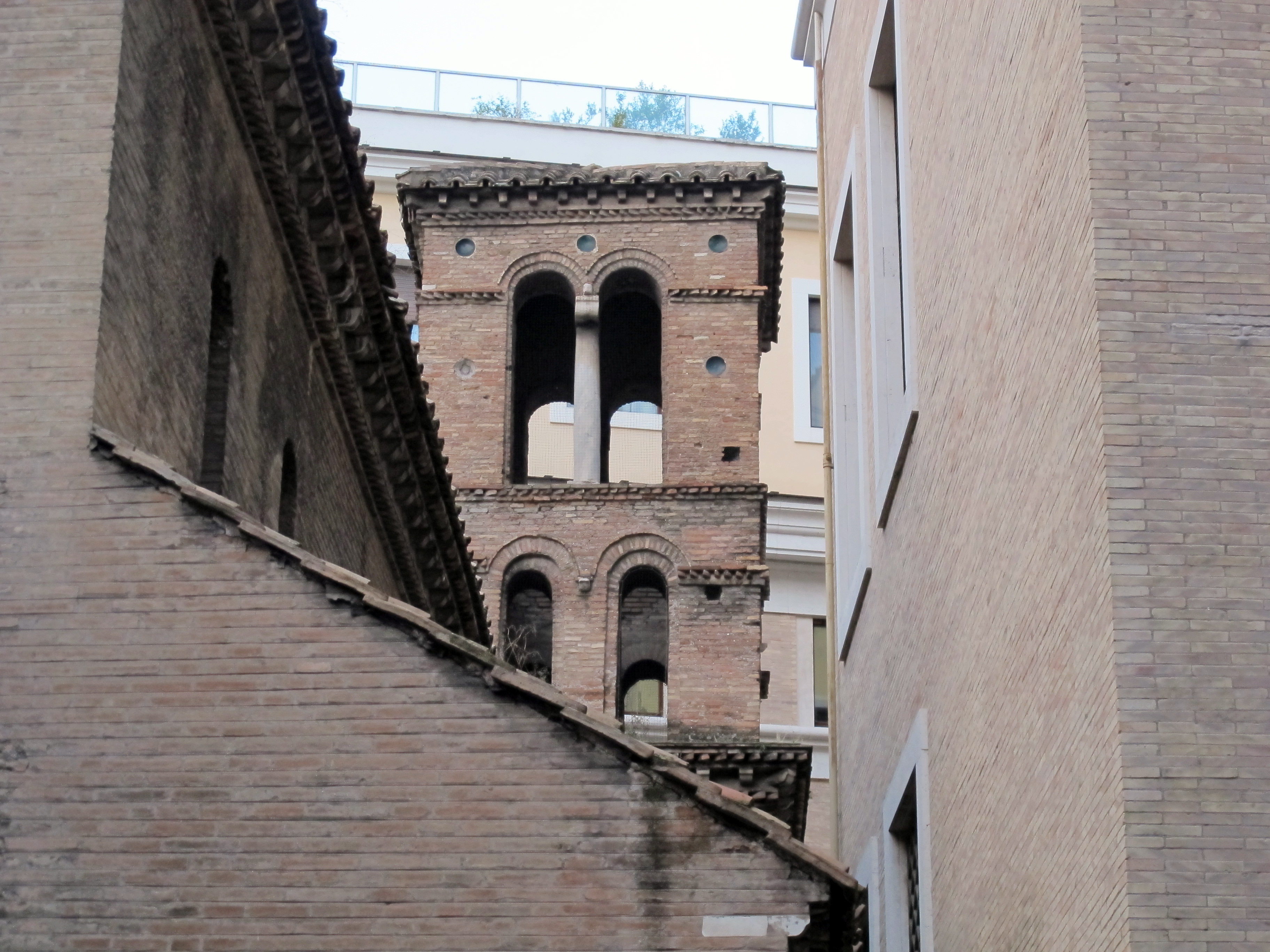
Widok na dzwonnicę kościoła

Dzwonnica pochodzi z XIII wieku. Ma ona wysoką pierwszą kondygnację sięgającą aż do gzymsu, biegnącego wokół kościoła. Powyżej znajdują się jeszcze dwie kondygnacje z otworami z każdej strony. 
Wnętrze
Pomiędzy nawą główną a nawami bocznymi znajdują się arkady wsparte z każdej strony na sześciu starożytnych kolumnach bez kapiteli. Kolumny te nie stanowią jednolitego kompletu i zostały wykonane z różnych rodzajów kamienia.
Ołtarz jest cylindryczny z różowego granitu. Centralnie na ścianie apsydy znajduje się kopia krzyża z San Damiano.
Dawniej wnętrze kościoła było zdobione i były w nim kaplice boczne, dekoracje i boczne ołtarze zostały usunięte w XX wieku.

## Kardynałowie diakoni
Kościół św. Wawrzyńca in Piscibus jest jednym z kościołów tytularnych nadawanych kardynałom-diakonom (Titulus Sancti Laurentii in Piscibus). Tytuł ten został ustanowiony 24 listopada 2007 roku przez Benedykta XVI.
- Paul Josef Cordes (2007-2018), tytuł prezbiterialny pro hac vice (2018-2024)